# Coos Bay (Oregón)
Coos Bay es una ciudad ubicada en el condado de Coos en el estado estadounidense de Oregón. En el año 2007 tenía una población de 16.210 habitantes y una densidad poblacional de 560.5 personas por km².

## Geografía
Coos Bay se encuentra ubicada en las coordenadas 43°22′35″N 124°14′14″O / 43.37639, -124.23722.

## Demografía
Según la Oficina del Censo en 2000 los ingresos medios por hogar en la localidad eran de $31,212, y los ingresos medios por familia eran $38,721. Los hombres tenían unos ingresos medios de $32,324 frente a los $22,192 para las mujeres. La renta per cápita para la localidad era de $18,158. Alrededor del 12.7% de la población estaban por debajo del umbral de pobreza.